# Тунгуска (притока Амуру)
Тунгуска (рос. Тунгуска) — річка в Російській Федерації, ліва притока Амуру. По річці проходить адміністративна межа між Хабаровським краєм та Єврейською автономною областю. 
Довжина — 86 км, площа басейну — 30,2 тис. км². Льодостав з листопада по квітень.
Тунгуска багата на рибу. Восени на нерест заходить кета.

## Галерея

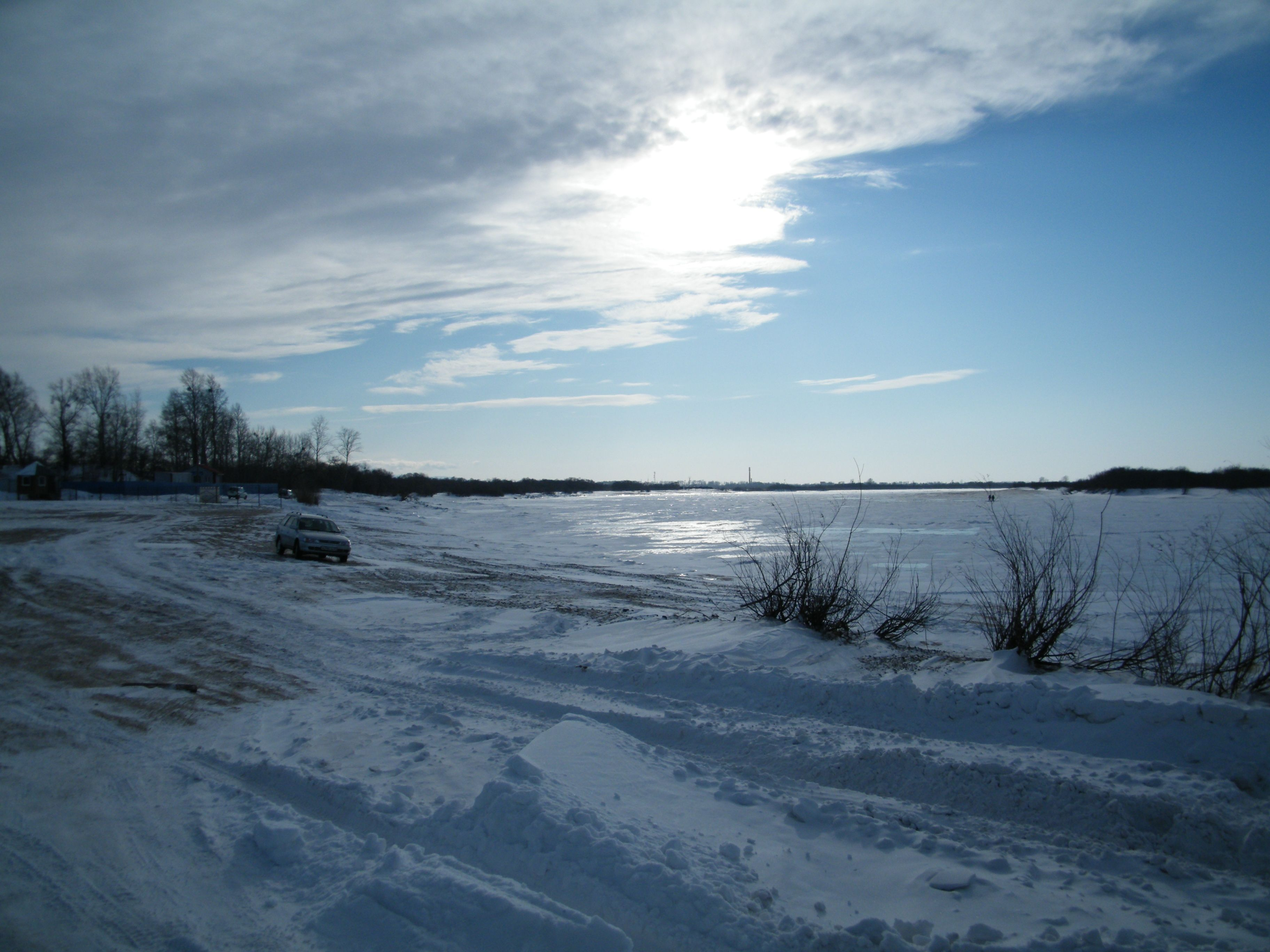
Тунгуска в районі с. Ніколаєвка взимку
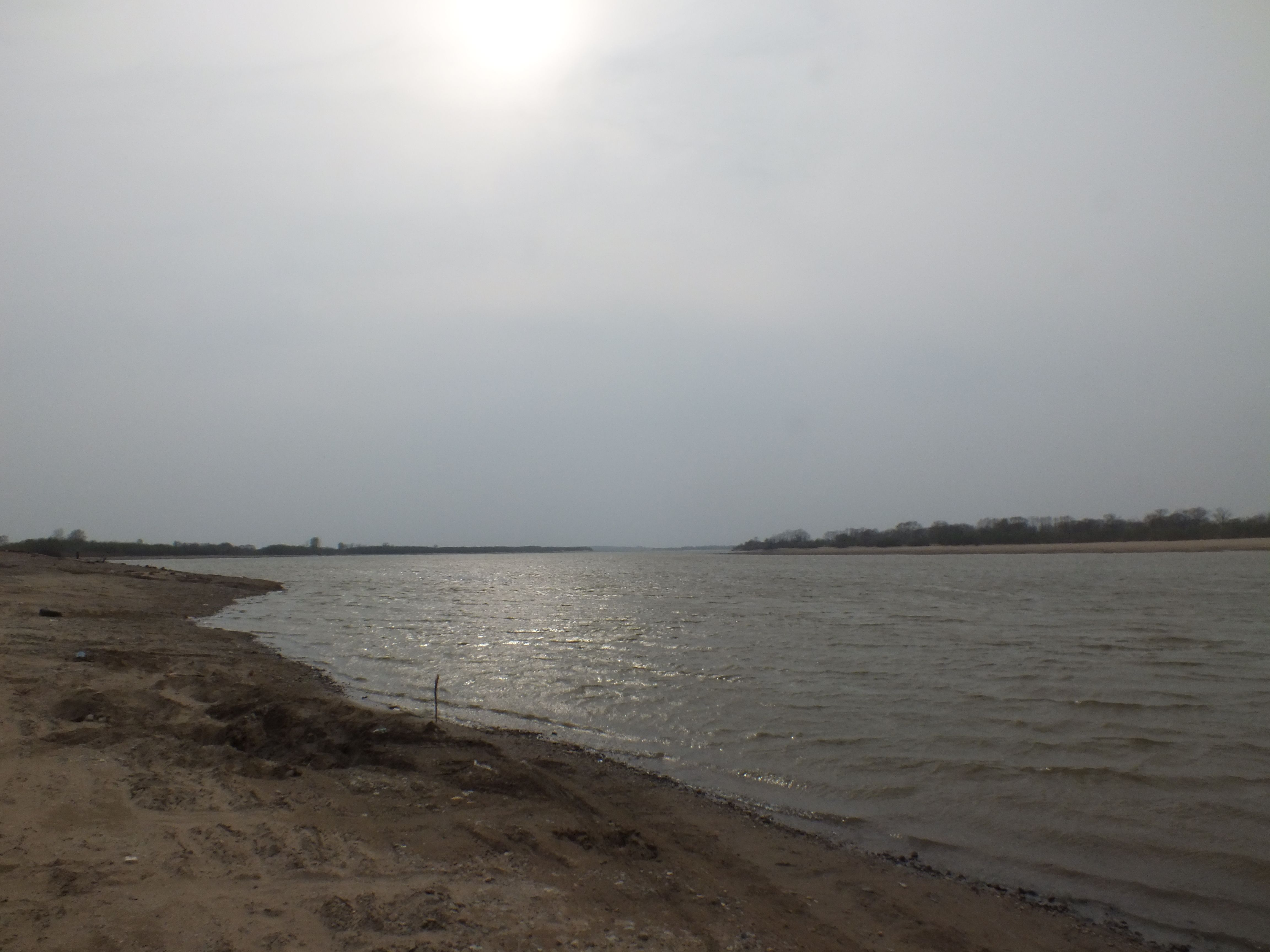
Тунгуска в районі с. Ніколаєвка навесні
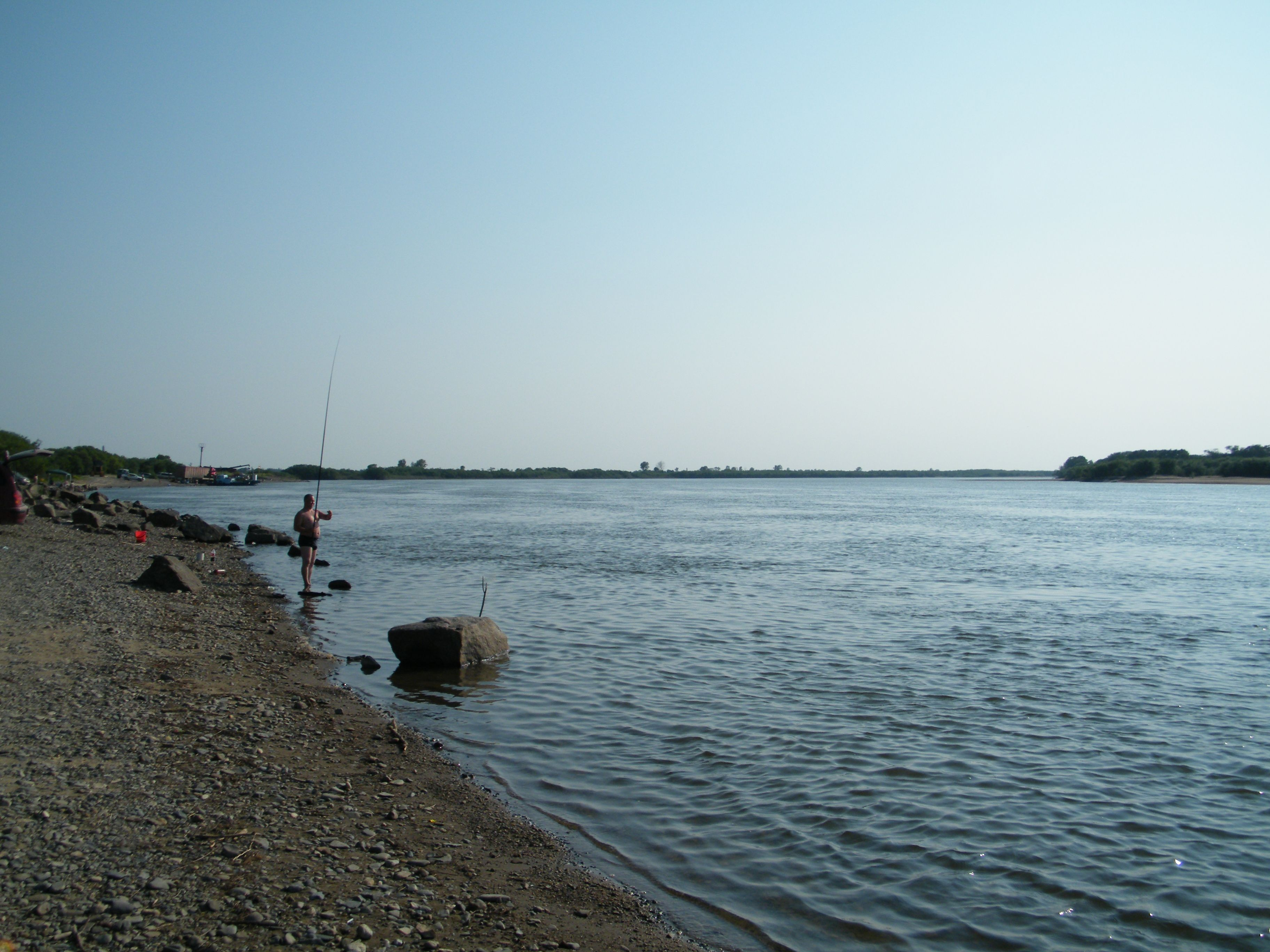
Тунгуска в районі с. Ніколаєвка влітку
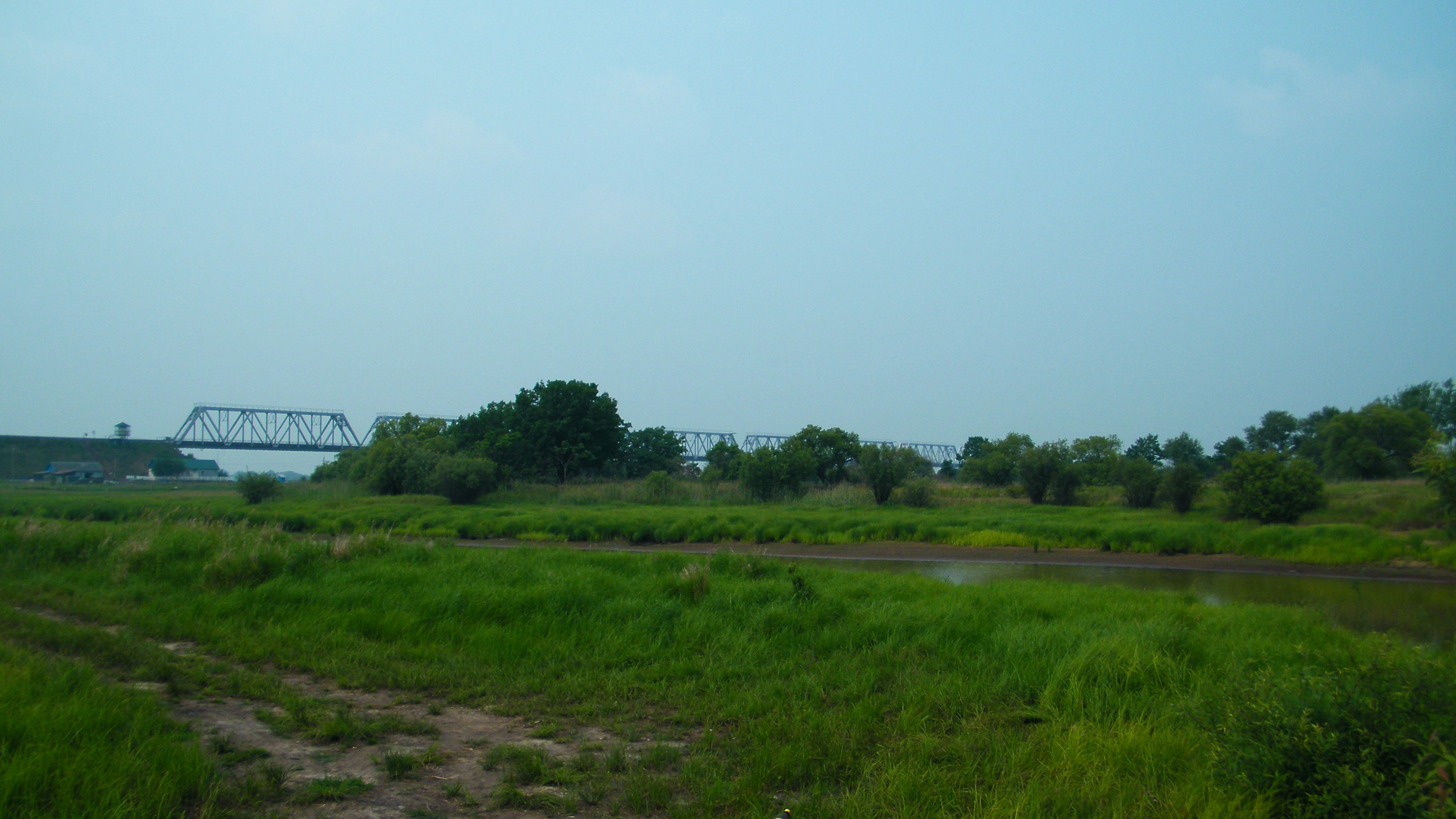
Залізничний міст через Тунгуску
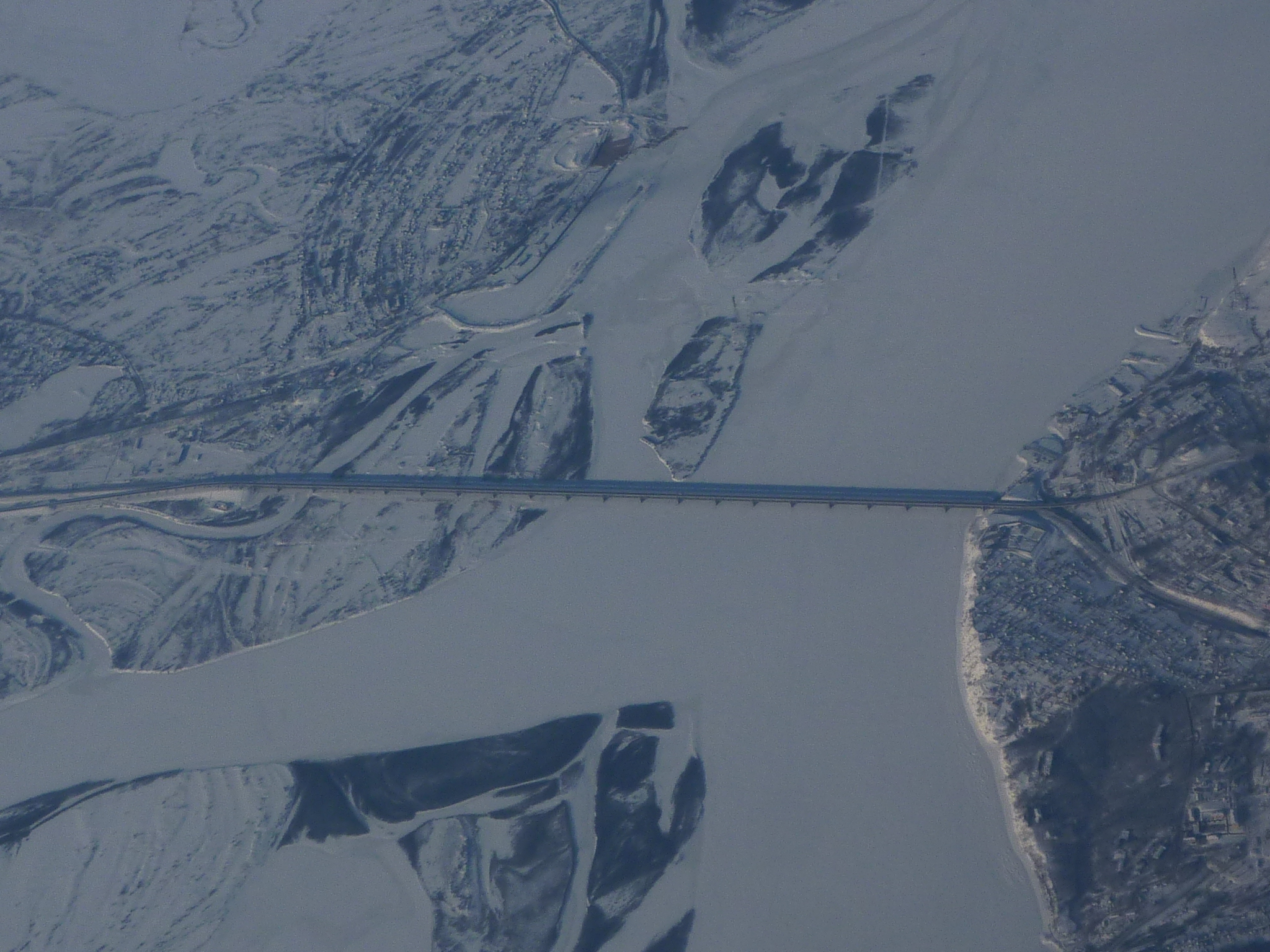
Хабаровський міст Знизу вгору — Амур, зліва направо: внизу — протока Пемзенська, вгорі — гирло Тунгуски
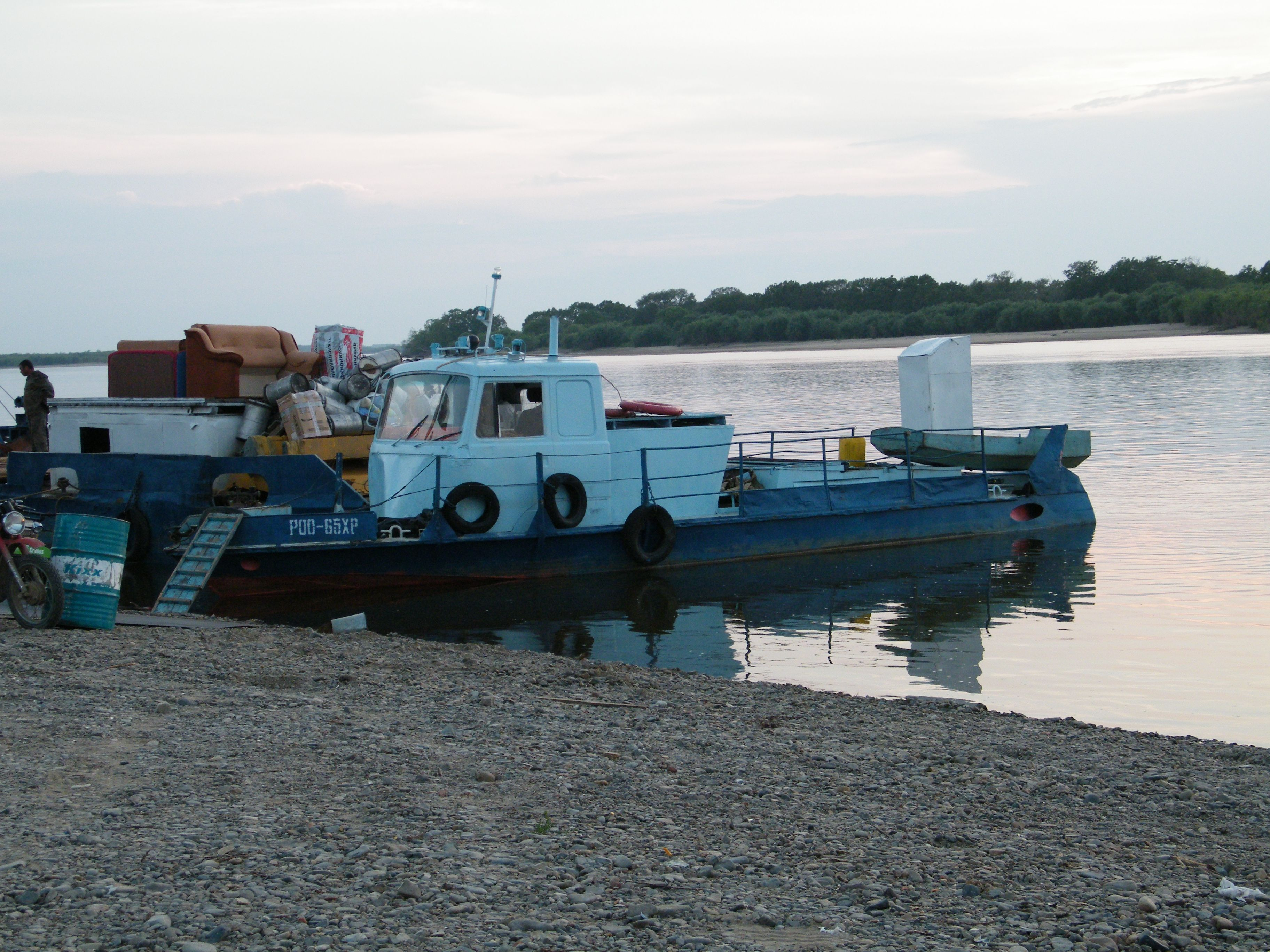
Буксирний теплохід на Тунгусці
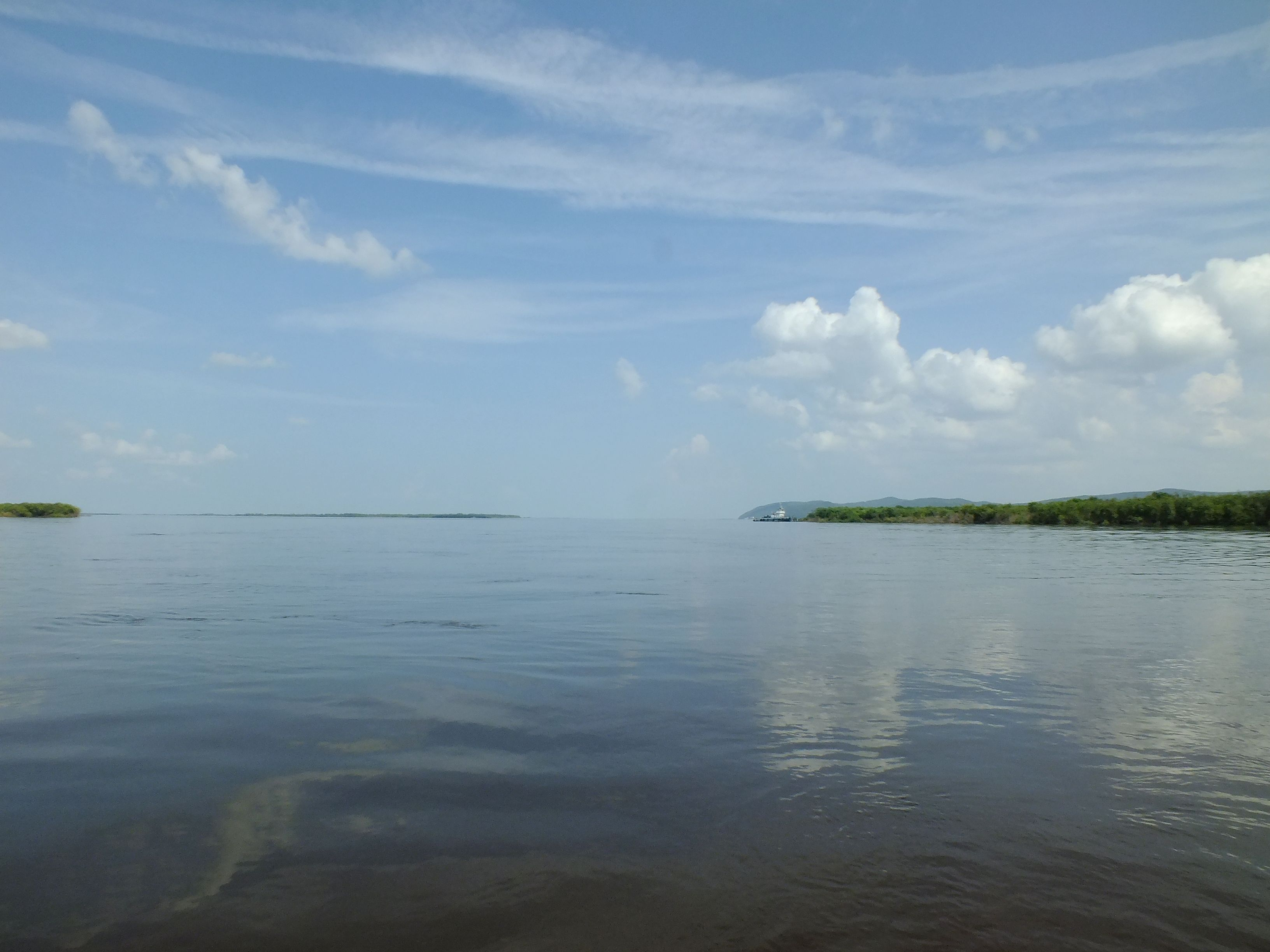
Гирло Тунгуски, на правому березі Амуру — Воронезькі висоти